# Ekwtime Taqaischwili

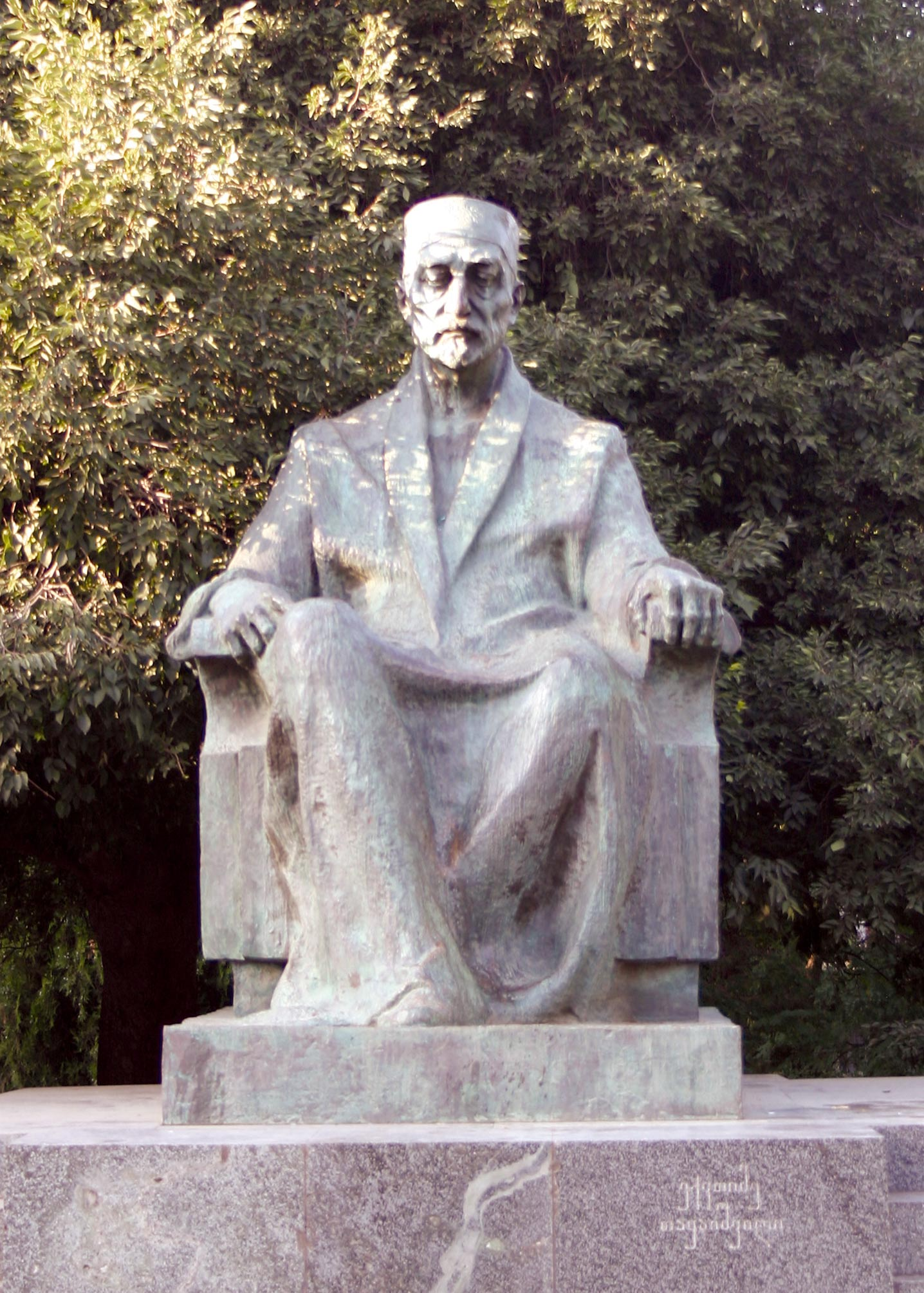
Denkmal Taqaischwilis in Tiflis

Ekwtime Taqaischwili (georgisch ექვთიმე თაყაიშვილი; * 3. Januar 1863 in Lichauri, Gouvernement Kutaissi, Russisches Kaiserreich, heute Gurien, Georgien; † 21. Februar 1953 in Tiflis) war ein georgischer Historiker, Archäologe und Politiker.

## Leben

### Historiker und Archäologe
Er wurde als Sohn des Adeligen Swimon Taqaischwili geboren. 1887 schloss er ein Geschichtsstudium an der historisch-philologischen Universität von Sankt Petersburg ab. Von 1887 bis 1917 arbeitete er als Lehrer an verschiedenen angesehenen Oberschulen in Tiflis, darunter das Tiflisser Adels-Gymnasium.
Er veröffentlichte wissenschaftliche Arbeiten, darunter das 1888 entdeckte Manuskript der Bekehrung Georgiens aus dem 9. Jahrhundert. Es gilt als eine der wichtigsten Quellen zur Frühgeschichte Georgiens. 1907 gründete er die Gesellschaft für die Geschichte und Ethnographie Georgiens, war bis 1921 ihr Vorsitzender. Zwischen 1907 und 1910 organisierte er eine Reihe archäologischer Expeditionen, darunter nach Swanetien und in die ehemals zu Georgien gehörige Region Tao-Klardscheti (heute Türkei). In der Nekropole Wani unternahm er Ausgrabungen.

### Parlamentsvizepräsident
Nach der Februarrevolution engagierte er sich als Politiker in der ersten Republik Georgiens. Er wurde Mitbegründer der National-Demokratischen Partei Georgiens und 1918 Mitglied des georgischen Nationalversammlung (georgisch Dampudsnebeli Kreba), die ihn zu ihrem Vizepräsidenten wählte. 1918 war er Mitbegründer der Staatlichen Universität Tiflis, wurde dort Professor.

### Exilpolitiker und Schatzverwalter
Nach der Besetzung Georgiens durch die Rote Armee 1921 verlor er sämtliche Ämter, verließ das Land, siedelte sich mit der vertriebenen georgischen Regierung zunächst in Paris, ab 1922 in Leuville-sur-Orge an und lehrte zeitweise an der Universität Oxford. Im Auftrag der georgischen Exilregierung brachte er unzählige wertvolle Stücke des georgischen Kulturerbes aus Museen, Kirchen und Klöstern nach Westeuropa, um sie vor Vernichtung und Plünderung durch die Besatzer zu retten. Unter ihnen waren das goldene Brustkreuz der Königin Tamara aus dem 12. Jahrhundert und diverse antike Manuskripte aus dem Kloster Gelati. Die später populär auch georgischer Staatsschatz genannte Sammlung traf im gleichen Jahr in 39 großen Holzkisten in Marseille ein, wurde dort in einem Banktresor verwahrt. Später wurde sie nach Paris verlagert.
De jure gehörte der Schatz der georgischen Exilregierung, de facto wurde er von Taqaischwili verwaltet. In den frühen 1930er Jahren gewann er einen Prozess gegen die Gräfin Salome Obolenskaja, die Tochter des letzten mingrelischen Fürsten Nikolos Dadiani, die auf jene Teile der Sammlung Anspruch erhob, die aus dem Dadiani-Palast in Sugdidi stammten. Trotz unzähliger Angebote, verschiedener europäischer Museen, Teile des Schatzes zu erwerben, hat Taqaischwili kein einziges Stück davon verkauft. Er schützte den Schatz bis 1933, als der Völkerbund die Sowjetunion anerkannte und die georgische Botschaft in Paris in ein Georgisches Büro umgewandelt wurde. Im gleichen Jahr gelangte der georgische Staatsschatz in den Besitz des französischen Staats.
1935 drängte Taqaischwili die französische Regierung, die Sammlung an Georgien zurückzugeben. Doch Frankreich lehnte das bis zum Ende des Zweiten Weltkriegs ab. Die antiken Manuskripte gab er bereits 1938 an Georgien zurück. Im November 1944 gelang es Taqaischwili die Aufmerksamkeit des sowjetischen Botschafters in Paris, A. Bogomolow, auf den Schatz zu lenken. Wegen der guten Beziehungen Stalins zu Charles de Gaulle konnte er 1945 den Staatsschatz nach Georgien bringen.

### Heimkehr
Taqaischwili wurde in Tiflis unter Hausarrest gestellt. Ein Prozess wurde ihm erspart. Er durfte seine wissenschaftlichen Studien fortsetzen und daheim Freunde und Kollegen empfangen. 1953 starb er.
Er war verheiratet und hatte eine Tochter. 1985 drehte der Regisseur Rezo Tabukaschwili einen Dokumentarfilm über Taqaischwili und den georgischen Staatsschatz.

## Auszeichnungen
Nach seinem Tode wurde er auf dem Pantheon am Berg Mtazminda in Tiflis beigesetzt. Die Staatliche Universität für Kultur und Kunst in Tiflis und die Gesellschaft für georgische Geschichte der Georgischen Akademie der Wissenschaften erhielten seinen Namen. Die Georgische Orthodoxe Apostelkirche sprach ihn heilig und er erhielt den Ehrennamen Euthymius der Rechtschaffene. An seinem letzten Wohnsitz in der Waschlowani Straße 7 wurde ein Gedenkmuseum eingerichtet.

## Werke

### Monographien
- Sami istoriuli k'ronika. Tbilisi 1890
- K'art'lis Tskhovreba. Tbilisi 1906
- Arkheologicheskiia ekskursii, razyskaniia i zamietki. Tip. K.P. Kozlovskago, Tiflis 1905
- Khristianskie pamiatniki. Moskva 1909
- Les antiquités géorgiennes. Société géorgienne d'histoire et d'ethnographie, Tiflis 1909
- Album d'arquitecture géorgienne. Éd. de l'Univ. de Tiflis, Tiflis 1924

### Zeitschriftenaufsätze
- Georgian chronology and the beginning of the Bagratid rule in Georgia. In: Georgica. London, v.I, 1935